# Du, Gud, kan visa nya vägar
Du, Gud, kan visa nya vägar är en psalm vars text och musik är skriven av John L. Bell. Den översattes till svenska av Gerd Román och Eva Åkerberg.

## Publicerad som
- Nr 802 i Psalmer i 2000-talet under rubriken "Verklighetsuppfattning, tillvaron som Guds skapelse".